# Caesar (chien)
Pour les articles homonymes, voir Caesar.

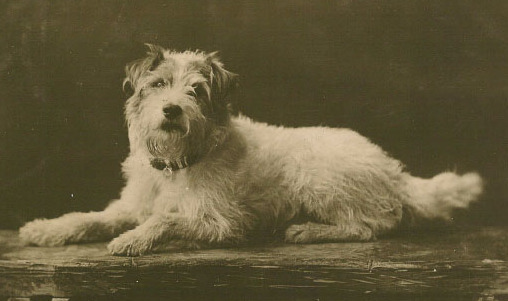
Sur une carte postale

Caesar (1901-1914) est un fox-terrier à poil dur blanc ayant appartenu à Édouard VII.
Une statue à son image se trouve dans la chapelle Saint-Georges du château de Windsor à côté de la tombe de son maître.
Michel Pastoureau émet l'hypothèse que ce chien, très célèbre à son époque, aurait servi de modèle pour Milou.